# Eurovision Young Dancers 1987
Het Eurovision Young Dancers 1987 was de tweede editie van het dansfestival en werd op 31 mei 1987 gehouden in het Schlosstheater in Schwetzingen. Het is de eerste keer dat de Bondsrepubliek Duitsland het dansfestival organiseert.

## Deelnemende landen
Vijftien landen namen aan deze editie van het Eurovision Young Dancers deel. Canada, Denemarken, Joegoslavië en Oostenrijk namen voor het eerst deel. De opvallendste deelname was die van België en Nederland, want zij namen samen deel.

## Jury
Richard Cragun
 Frank Andersen
/ Paolo Bortoluzzi
 Celia Franca
 Mary Hinkson
 Mette Honningen
/ Galina Samsova
 Heinz Spoerli
 José de Udaeta

## Overzicht

### Finale
| Plaats | Land                | Artiest                          |
| ------ | ------------------- | -------------------------------- |
| 1      | Denemarken          | Rose Gad Poulsen & Nikolaj Hübbe |
| 2      | Zwitserland         | Frédéric Gafner                  |
| 3      | West-Duitsland      | Stefanie Arndt                   |
| -      | België & Nederland  | Bart de Block & Marieke Simons   |
| -      | Canada              | Stephen Legate                   |
| -      | Finland             | Susanna Aaltonen & Tomi Paasonen |
| -      | Frankrijk           | Marie-Soizic Cabié               |
| -      | Italië              | Giulia Menicucci                 |
| -      | Joegoslavië         | Vedrana Ostojic                  |
| -      | Noorwegen           | Halldis Ólafsdóttir              |
| -      | Oostenrijk          | Erika Nowak                      |
| -      | Spanje              | María Montserrat León            |
| -      | Verenigd Koninkrijk | Paul Liburd                      |
| -      | Zweden              | Johannes Öhman                   |

## Wijzigingen

Deelnemende landen

### Debuterende landen
- Canada
- Denemarken
- Joegoslavië
- Oostenrijk